# Santa Cruz Challenger
Il Santa Cruz Challenger, conosciuto anche come Challenger Bolivia o anche Dove Men+Care Challenger Bolivia per motivi di sponsorizzazione, è stato un torneo di tennis maschile, facente parte del circuito ATP Challenger Tour, giocato a Santa Cruz de la Sierra, in Bolivia su campi in terra rossa del Club de Tenis Santa Cruz.
L'evento fa parte del circuito Legión Sudamericana creato per aiutare lo sviluppo professionale dei tennisti sudamericani. La prima edizione di questo torneo prevista per il 2021 venne sospesa a causa del COVID-19. Nel 2022 si sono tenute la prime due edizioni.
L'edizione del 2023 è stata disputata a Settembre sui campi del Country Club Las Palmas sempre nella medesima città ed è stato premiato come miglior torneo di livello Challenger giocato in Sudamerica.
Nel 2024 sono state mantenute le due edizioni dei tornei giocate nelle due sedi differenti, la prima nella sede del Las Palmas Country Club e la seconda, tre mesi dopo, nei campi del tradizionale Club de Tenis Santa Cruz.
Il torneo ha vinto per due anni consecutivi, nel 2023 e 2024 il premio come miglior torneo ATP Challenger del Sud America.

## Albo d'oro

### Singolare
| Anno    | Campione              | Finalista            | Punteggio     |
| ------- | --------------------- | -------------------- | ------------- |
| 2025    | Alex Barrena          | Franco Roncadelli    | 5–7, 7–5, 6–3 |
| 2024 II | Juan Manuel Cerúndolo | Álvaro Guillén Meza  | 3–6, 6–1, 6–4 |
| 2024    | Camilo Ugo Carabelli  | Murkel Dellien       | 6–4, 6–2      |
| 2023    | Mariano Navone        | Francisco Comesaña   | 4–6, 7–5, 6–1 |
| 2022 II | Paul Jubb             | Juan Pablo Varillas  | 6–3, 7–6(5)   |
| 2022 I  | Francisco Cerúndolo   | Camilo Ugo Carabelli | 6–4, 6–3      |

### Doppio
| Anno    | Campioni                              | Finalisti                                    | Punteggio        |
| ------- | ------------------------------------- | -------------------------------------------- | ---------------- |
| 2025    | Mariano Kestelboim Gonzalo Villanueva | Boris Arias Federico Zeballos                | 6–3, 6–2         |
| 2024 II | Hady Habib Trey Hilderbrand           | Finn Reynolds Matías Soto                    | 3–6, 6–3, [10–7] |
| 2024    | Andrea Collarini Renzo Olivo          | Hugo Dellien Murkel Dellien                  | 6–4, 6–1         |
| 2023    | Boris Arias Federico Zeballos         | Matías Soto Gonzalo Villanueva               | 6–2, 4–6, [10–7] |
| 2022 II | Jesper de Jong Bart Stevens           | Nicolás Barrientos Miguel Ángel Reyes Varela | 6–4, 3–6, [10–6] |
| 2022 I  | Diego Hidalgo Cristian Rodríguez      | Andrej Martin Tristan-Samuel Weissborn       | 4–6, 6–3, [10–8] |